# Lâmpada fluorescente compacta

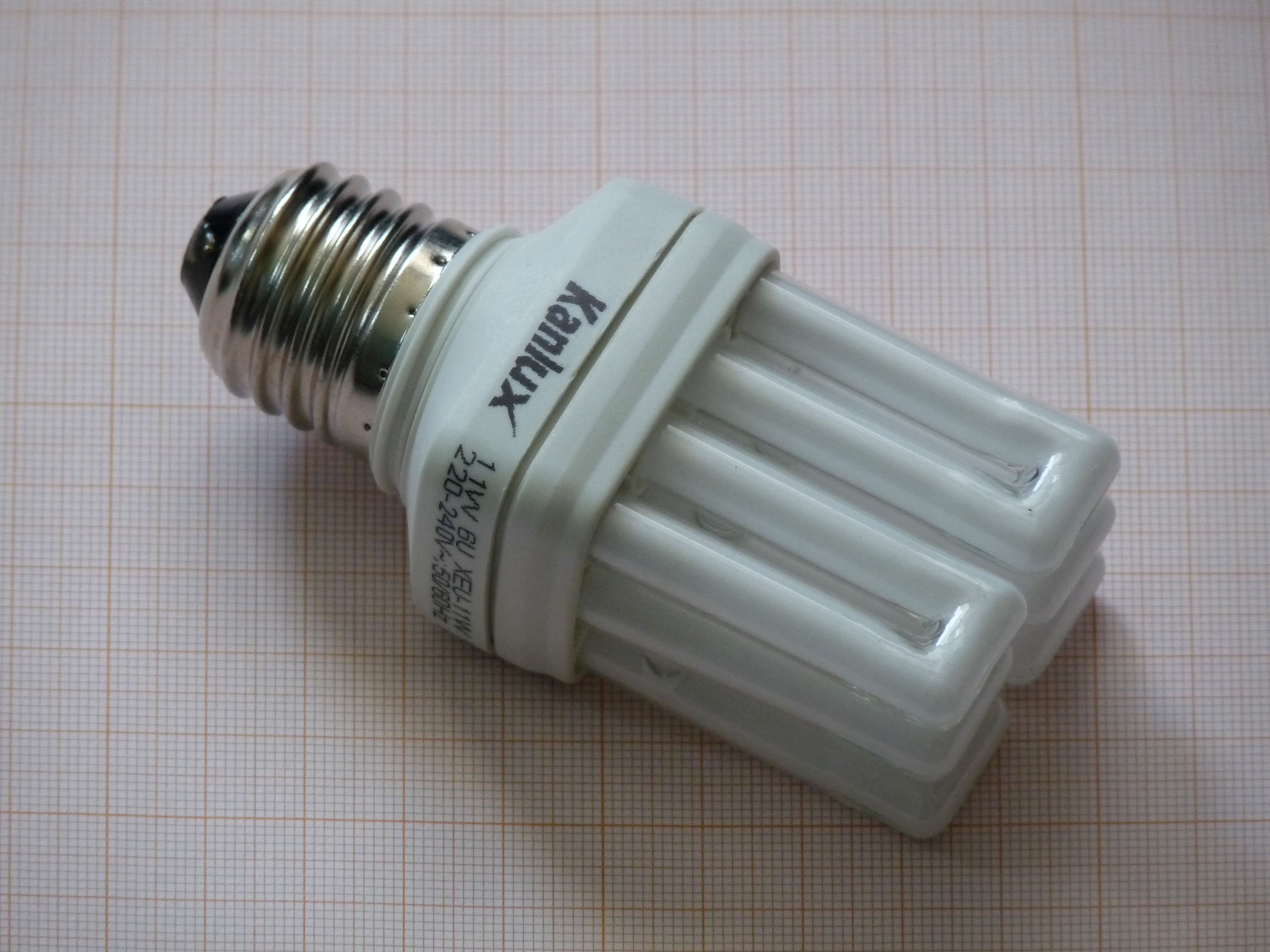
Uma lâmpada fluorescente.

Lâmpadas fluorescentes compactas são lâmpadas fluorescentes que possuem um reator integrado com dimensões reduzidas para que possa substituir as lâmpadas incandescentes sem mudanças na instalação elétrica.
Não pode ser descartada no lixo comum, porque possui metais pesados contaminantes em sua composição,  como o mercúrio. Deve ser encaminhada para empresas especializadas na sua reciclagem, ao final da utilização.